# Kujbyszew (obwód nowosybirski)
Kujbyszew (ros. Куйбышев, do 1935 Kaińsk, ros. Каинск) – miasto w obwodzie nowosybirskim w Rosji, położone ok. 315 km na zachód od Nowosybirska. Przez miasto przepływa rzeka Om. Liczba ludności w 2021 roku wynosiła ok. 43 tys.
Kujbyszew powstał jako fort obronny już w 1722 roku. W 1782 otrzymał prawa miejskie.
Od 2011 r. miasto jest siedzibą eparchii kaińskiej.